# Gong est mort, vive Gong!
Gong est mort, vive Gong! is het tiende album van de Brits/Franse spacerockband Gong. Het verscheen in 1977. Het album is een opname van een liveconcert van een herenigd Gong op 28 mei 1977 in het Pavillon de Paris in Parijs.

## Nummers
1. You Can't Kill Me - 7:52
2. I've Been Stoned Before / Mr Longshanks / O Mother - 6:39
3. Radio Gnome Invisible - 2:38
4. Zero the Hero & the Witches Spell - 10:04
5. Flute Salad / Oily Way / Outer Temple - 10:08
6. Inner Temple - Zero Meets The Octave Doctor - 6:01
7. IAO Chant & Master Builder - 7:05
8. Sprinkling of Clouds - 4:49
9. From the Isle of Everywhere to the End of the Story of Zero the Hero - 12:14
10. You Never Blow Your Trip Forever - 8:26

## Bezetting
- Daevid Allen : zang, gitaar
- Gilli Smyth : zang, space whisper
- Didier Malherbe : saxofoon, dwarsfluit
- Steve Hillage : gitaar
- Mike Howlett : basgitaar
- Pierre Moerlen : slagwerk, vibrafoon
- Tim Blake : synthesizer